# Karol Ejbisz
Karol Ejbisz (ur. 1 lutego 1845, zm. 31 sierpnia 1934) – podporucznik, weteran powstania styczniowego. Urodził się w Fajsławicach. Był synem Karola i Emilii z domu Szaniewska.
Udział w powstaniu rozpoczął od wstąpienia do tzw. partii Karola Krysińskiego, która organizowała się na Lubelszczyźnie. W oddziale walczył m.in. w bitwie pod Żyrzynem (8 sierpnia 1863), bitwie pod Fajsławicami (24 sierpnia 1863). Po rozbiciu oddziału w bitwie pod Malinówką (21 listopada 1863 r.) przeszedł do oddziału Michała Heydenreicha-Kruka, w którym brał udział w przegranej bitwie pod Kockiem.
Po odzyskaniu niepodległości mieszkał w Lublinie. W 1929 roku był jednym z pięciu obok Henryka Mareckiego, Lucyny Żukowskie, Felikas Krukowskiego i Jana Sawańczuka delegatów Komitetu Wsparć Weteranów 1863 roku w Lublinie na obchody Święta Weteranów 1863 w dniach 22-23 września w Poznaniu. Posiadał koncesję na prowadzenie sklepu w Piaskach.
W 1930 roku został odznaczony Krzyżem Niepodległości z Mieczami.
Pod koniec życia mieszkał w przytułku dla weteranów przy ul. Sierocej. Zmarł w 1934 roku w Lublinie. Został pochowany na cmentarzu przy ul. Lipowej w Lublinie.